# Proscrição
Proscrição (latim: proscriptio) é uma pena de banimento, comparado ao Degredo. Em um contexto histórico, o termo que designa a condenação oficial dos que são tidos como "inimigos do Estado". O Dicionário Oxford a define como uma sentença de condenação à morte ou banimento, por motivações de ordem política.
Na República Romana, essa prática foi adotada durante a ditadura de Sula e pelos membros do Segundo Triunvirato. Uma das vítimas ilustres dos triúnviros foi o grande orador latino, Cícero.